# Campeonato Africano de Clubes de Hóquei em Patins de 2010

A Copa Africana está a ser a terceira edição do Campeonato Africano de Clubes de Hóquei em Patins organizado pela FARS. A competição está a ser disputada em Pretória  , na África do Sul. 

Esta competição está a marcar o regresso das equipas egípcias à competição, após quinze anos de interregno.

O vencedor desta prova terá o direito de estar presente no Campeonato do Mundo de Clubes de Hóquei em Patins, que talvez se venha a disputar no Egito em 2010.

## Equipas
As equipas que estão a participar neste campeonato são:
| País          | Equipa participante                                   |
| ------------- | ----------------------------------------------------- |
| África do Sul | Associação da Comunidade Portuguesa de Pretória       |
| África do Sul | União Cultural Desportiva e Recreativa de Joanesburgo |
| Angola        | Académica de Luanda                                   |
| Angola        | Juventude Viana de Luanda                             |
| Moçambique    | Clube de Desportos do Maxaquene                       |
| Moçambique    | Grupo Desportivo Estrela Vermelha de Maputo           |
| Egito         | AL-Dakhlyea Sporting Club                             |
| África do Sul | Equipa convidada                                      |

## Resultados e Classificação
Os resultados e classificação da Copa Africana foram 

### Grupo A
| Equipa              | Pts | Jogos | V | E | D | GM | GS |
| ------------------- | --- | ----- | - | - | - | -- | -- |
| Académica de Luanda | 9   | 3     | 3 | 0 | 0 | 24 | 7  |
| Maxaquene           | 4   | 3     | 1 | 1 | 1 | 12 | 6  |
| ACP de Pretória     | 3   | 3     | 1 | 0 | 2 | 10 | 10 |
| Equipa convidada    | 1   | 3     | 0 | 1 | 2 | 11 | 27 |

| Julho 20, 2010 | ACP de Pretória | 8-2 | Equipa convidada | Pretória |
| 20:30 (UTC+02) |                 |     |                  |          |

| Julho 21, 2010 | ACP de Pretória | 2-8 | Maxaquene | Pretória |
| 17:30 (UTC+02) |                 |     |           |          |

| Julho 21, 2010 | Equipa convidada | 3-15 | Académica de Luanda | Pretória |
| 19:00 (UTC+02) |                  |      |                     |          |

| Julho 22, 2010 | Académica de Luanda | 5-1 | Maxaquene | Pretória |
| 11:00 (UTC+02) |                     |     |           |          |

| Julho 22, 2010 | Equipa convidada | 4-4 | Maxaquene | Pretória |
| 17:30 (UTC+02) |                  |     |           |          |

| Julho 22, 2010 | ACP de Pretória | 3-4 | Académica de Luanda | Pretória |
| 20:30 (UTC+02) |                 |     |                     |          |

### Grupo B
| Equipa                    | Pts | Jogos | V | E | D | GM | GS |
| ------------------------- | --- | ----- | - | - | - | -- | -- |
| Juventude de Viana        | 9   | 3     | 3 | 0 | 0 | 40 | 7  |
| Estrela Vermelha          | 4   | 3     | 1 | 1 | 1 | 12 | 22 |
| AL-Dakhlyea Sporting Club | 4   | 3     | 1 | 1 | 1 | 10 | 20 |
| União de Joanesburgo      | 0   | 3     | 0 | 0 | 3 | 5  | 10 |

| Julho 20, 2010 | AL-Dakhlyea Sporting Club | 4-3 | União de Joanesburgo | Pretória |
| 18:00 (UTC+02) |                           |     |                      |          |

| Julho 21, 2010 | AL-Dakhlyea Sporting Club | 4-4 | Estrela Vermelha | Pretória |
| 16:00 (UTC+02) |                           |     |                  |          |

| Julho 21, 2010 | União de Joanesburgo | 3-11 | Juventude de Viana | Pretória |
| 20:30 (UTC+02) |                      |      |                    |          |

| Julho 22, 2010 | Juventude de Viana | 16-2 | Estrela Vermelha | Pretória |
| 10:00 (UTC+02) |                    |      |                  |          |

| Julho 22, 2010 | Juventude de Viana | 13-2 | AL-Dakhlyea Sporting Club | Pretória |
| 16:00 (UTC+02) |                    |      |                           |          |

| Julho 22, 2010 | União de Joanesburgo | 2-6 | Estrela Vermelha | Pretória |
| 19:00 (UTC+02) |                      |     |                  |          |

### Fase Final
|  | Semifinais          | Semifinais          |   |                     | Final               | Final |  |
|  |                     |                     |   |                     |                     |       |  |
|  | 23 Julho - Pretória |                     |   |                     |                     |       |  |
|  | Académica de Luanda | 14                  |   |                     |                     |       |  |
|  | Estrela Vermelha    | 1                   |   |                     |                     |       |  |
|  |                     |                     |   |                     |                     |       |  |
|  |                     |                     |   |                     | 24 Julho - Pretória |       |  |
|  |                     |                     |   |                     | Académica de Luanda | 3     |  |
|  |                     | Juventude de Viana  | 2 |                     |                     |       |  |
|  |                     |                     |   |                     |                     |       |  |
|  |                     |                     |   |                     |                     |       |  |
|  |                     |                     |   |                     | Terceiro lugar      |       |  |
|  | 23 Julho - Pretória | 23 Julho - Pretória |   | 24 Julho - Pretória | 24 Julho - Pretória |       |  |
|  | Maxaquene           | 1                   |   | Estrela Vermelha    | 6                   |       |  |
|  | Juventude de Viana  | 9                   |   |                     | Maxaquene           | 11    |  |

### Semi-finais
| Julho 23, 2010 | Académica de Luanda | 14-1 | Estrela Vermelha | Pretória |
| 19:00 (UTC+02) |                     |      |                  |          |

| Julho 23, 2010 | Juventude de Viana | 9-1 | Maxaquene | Pretória |
| 20:30 (UTC+02) |                    |     |           |          |

### Final 3º e 4º lugar
| Julho 24, 2010 | Estrela Vermelha | 6-14 | Maxaquene | Pretória |
| 15:00 (UTC+02) |                  |      |           |          |

### Final
| Julho 24, 2010 | Académica de Luanda | 3-2 | Juventude de Viana | Pretória |
| 16:30 (UTC+02) |                     |     |                    |          |

### Internacional
- Ligações de internet do Hóquei
- Mundook-Hóquei no Mundo
- Hardballhock-Hóquei no Mundo
- Inforoller Hóquei no Mundo
- rink-hockey-news – Hóquei no Mundo